# Maria Pia Burbon-Sycylijska
Maria Pia Klara Anna Burbon-Sycylijska (ur. 2 sierpnia 1849 w Gaecie, zm. 29 września 1882 w Biarritz we Francji) - księżniczka Obojga Sycylii, tytularna księżna Parmy i Piacenzy.
Urodziła się jako czwarta córka (siódme spośród dwanaściorga dzieci) króla Obojga Sycylii Ferdynanda II i jego żony królowej Marii Teresy. Starszym bratem księżniczki Marii Pii był m.in. ostatni król Obojga Sycylii Franciszek II. 5 kwietnia 1869 w Rzymie poślubiła tytularnego księcia Parmy i Piacenzy Roberta I, który (W latach 1854–1859) był ostatnim panującym monarchą tego państwa. Jednak kiedy miał 11 lat, jego księstwo, podobnie jak wszystkie inne włoskie księstwa, przyłączono do Królestwa Włoch). Z małżeństwa pochodziło dwanaścioro dzieci:
- Maria Luiza (1870–1899)

∞ Ferdynand I Koburg, car Bułgarii
- Ferdynand (1871)
- Ludwika Maria (1872–1943), opóźniona umysłowo
- Henryk I (1873–1939), tytularny książę Parmy (1907–1939), opóźniony umysłowo
- Maria Imaculata (1874–1914), opóźniona umysłowo
- Józef (1875–1950), tytularny książę Parmy (1939–1950), opóźniony umysłowo
- Maria Teresa (1876–1959), opóźniona umysłowo
- Maria Pia (1877–1915), opóźniona umysłowo
- Beatrice (1879–1946)

∞ Piotr, hrabia Lucchesi Palli (wnuk Karoliny, księżnej de Berry)
- Eliasz (1880–1959), tytularny książę Parmy, głowa rodziny Burbonów-Parmeńskich (1950–1959)

∞ Maria Anna Habsburg (córka Fryderyka, księcia Cieszyna)
- Maria Anastazja (1881)
- Augusta / August (1882)